# Benzylviolett 4B
Benzylviolett 4B, systematische Bezeichnung nach Colour Index Acid Violet 49, ist ein Triphenylmethanfarbstoff aus der Gruppe der Säurefarbstoffe.

## Gewinnung und Darstellung
Benzylviolett 4B kann durch Kondensation von [[3-((Ethyl(phenyl)amino)methyl)benzolsulfonsäure|3-{[Ethyl(phenyl)amino]methyl}benzolsulfonsäure]] mit 4-Dimethylaminobenzaldehyd, gefolgt von einer Oxidation und Umwandlung in das Natriumsalz, hergestellt werden. Ebenfalls möglich ist die Darstellung durch Kondensation von 3-{[Ethyl(phenyl)amino]methyl}benzolsulfonsäure mit Formaldehyd und Oxidation in Gegenwart von N,N-Dimethylanilin.

## Eigenschaften
Benzylviolett 4B ist ein schwarzer Feststoff.

## Verwendung
Benzylviolett 4B (Acid Violet 49) wurde als Farbstoff verwendet. Es wurde bis 1973 als Lebensmittel- und Kosmetikfarbstoff, danach für die Färbung von Textilien und als Druckerfarbe eingesetzt.

## Regulierung
Über den Safe Drinking Water and Toxic Enforcement Act of 1986 besteht in Kalifornien seit 1. Juli 1987 eine Kennzeichnungspflicht, wenn Benzylviolett 4B in einem Produkt enthalten ist.

## Externe Links zu erwähnten Verbindungen
1. ↑  Externe Identifikatoren von bzw. Datenbank-Links zu 3-{[Ethyl(phenyl)amino]methyl}benzolsulfonsäure:  CAS-Nr.: 101-11-1, EG-Nr.: 202-916-8, ECHA-InfoCard: 100.002.652, PubChem: 66858, ChemSpider: 60222, Wikidata: Q27272353.